# 威拉省
威拉省位於安哥拉西南，與本吉拉省、比耶省、庫安多古班哥省、庫內納省、萬博省、納米貝省等省份相鄰。